# خوان جابرييل باريخا
خوان جابرييل باريخا (بالإنجليزية: Juan Gabriel Pareja)‏ هو ممثل أمريكي، ولد في 1978 بهيوستن في الولايات المتحدة.

## أعمال

### أفلام
- (2008) دبليو

### مسلسلات
- الموتى السائرون
- كاسل
- هاواي فايف أو

## وصلات خارجية
- خوان جابرييل باريخا على موقع IMDb (الإنجليزية)
- خوان جابرييل باريخا على موقع ألو سيني (الفرنسية)
- خوان جابرييل باريخا على موقع قاعدة بيانات الأفلام السويدية (السويدية)
- خوان جابرييل باريخا على موقع قاعدة بيانات الفيلم (الإنجليزية)
- خوان جابرييل باريخا على موقع كينوبويسك (الروسية)